# Dendropicos elachus
Dendropicos elachus là một loài chim trong họ Picidae.